# Държавно устройство на Джибути
Джибути е президентска република.

## Законодателна власт
Парламента на Джибути се състои от 65 депутата, избирани за срок от 5 години.